# HMD Global
HMD Global Oy (Human Mobile Devices или просто HMD, в логотипе стилизовано как hmd.) — финская компания, которая занимается разработкой и продажей устройств под брендом Nokia. Создана в мае 2016 года на основе выкупленного назад у Microsoft Mobile бизнеса мобильных телефонов Nokia. Сделка была завершена в декабре 2016 года. Компанию возглавил Арто Нуммела, разместив её штаб-квартиру в городе Эспоо (недалеко от города Хельсинки), рядом со штаб-квартирой Nokia.
В HMD работают ветераны Nokia. Производством устройств занимается подразделение Foxconn FIH Mobile.
Сама Nokia напрямую не инвестировала в HMD, но имеет представителя в совете директоров, установила обязательные требования, и получает роялти за патенты.

## История
Корпорация Nokia ранее была самым популярным производителем мобильных телефонов, и её название стало почти нарицательным. После того, как её положение на рынке мобильных телефонов ухудшилось, в 2014 году компания продала свой мобильный бизнес корпорации Microsoft, которая создала на её базе  Microsoft Mobile. Microsoft продолжала использовать марку Nokia в смартфонах Lumia вплоть до октября 2014 года, и использовала марку во всех остальных кнопочных телефонах. Несмотря на прекращение производства мобильных устройств компанией, бренд Nokia по-прежнему является широко известным и признанным, и корпорация Nokia приняла решение лицензировать бренд для новообразованной HMD.
18 мая 2016 корпорация Microsoft объявила о продаже сегмента бизнеса по производству простых (кнопочных) телефонов, купленного у Nokia. Ян Фогг из исследовательской группы IHS Technology прокомментировал, что это направление «не было основной стратегической целью» и оно «лишнее» в бизнесе Microsoft. Покупателями выступили HMD Global и FIH Mobile. HMD и Nokia Corporarion подписали соглашение, которое предоставляет исключительное право на использование бренда Nokia на мобильных телефонах и планшетах по всему миру в течение следующего десятилетия и предоставляет право (лицензию) на использование патентов Nokia Corporation на стандарты сотовой связи. HMD Global также получила от Microsoft Mobile права на дизайн ранее выпускавшейся продукции Nokia. Компания Nokia заявила, что этот шаг является «объединением самого узнаваемого мобильного бренда с ведущей мобильной операционной системой». Часть Microsoft Mobile, включая заводы, была приобретена компанией FIH Mobile, дочерним предприятием тайваньской компании Foxconn, для обслуживания интересов HMD. HMD предполагает вложить 350 млн долларов США в поддержку маркетинга новых продуктов в течение ближайших трёх лет.
Переход направления кнопочных телефонов Microsoft Mobile в руки HMD и FIH Mobile был завершён 1 декабря 2016 года; выход новых устройств Nokia запланирован на 2017 год. Впоследствии, HMD показала новый логотип и слоган «The home of Nokia phones», в то время как на сайте Nokia в очередной раз были перечислены продающиеся телефоны. Их первые устройства, Nokia 150 и 150 Dual SIM, были представлены 13 декабря 2016 года. Первое представленное устройство под управлением Android, Nokia 6, было анонсировано 8 января 2017 года. Это устройство среднего класса, с процессором Snapdragon 430, работающим в паре с 3 гигабайтами оперативной памяти (существует специальная версия с 4 гигабайтами оперативной памяти). Телефон имеет 64 гигабайта внутренней памяти и поставляется со сканером отпечатка пальцев на передней части телефона. Он имеет 16-мегапиксельную заднюю камеру с автофокусировкой и светодиодной вспышкой, а также 8-мегапиксельную фронтальную камеру. Он производится FIH Mobile по заказу HMD Global.
26 февраля 2017 года был анонсирован обновлённый Nokia 3310. Это устройство эконом-класса имеет 2,4-дюймовый экран, связь 2G, разъём для наушников, камеру 2 Мпикс со светодиодной вспышкой, FM-радио и проигрыватель MP3. В телефоне имеется 16 Мб памяти (с возможностью установки карт формата MicroSD до 32 Гб). Выход телефона планируется на 2 квартал 2017 года. Цена аппарата составит 49 евро (около 3000 рублей).
В тот же день были представлены смартфоны  Nokia 5 и Nokia 3. Nokia 5 является устройством среднего класса. У этого смартфона дисплей имеет диагональ 5,2 дюйма, с разрешением 1280 x 720 пикселей. В основе лежит SoC Snapdragon 430, дополненная 2 ГБ ОЗУ и 16 ГБ флеш-памяти. Разрешение камер — 13 и 8 Мп. Весь корпус выполнен из металла, а в кнопку под дисплеем встроен сканер отпечатков пальцев. Цветовых вариантов четыре: белый, чёрный, синий и оранжевый. Цена аппарата составит 200 долларов (около 12000 рублей).
Nokia 3 является устройством среднебюджетного класса. Устройство получило металлическую рамку и будет работать под управлением Android 7.0.0. В основе лежит пятидюймовый дисплей разрешением 1280 х 720 пикселей и SoC MediaTek MT6737. Также в конфигурацию входят 2 ГБ ОЗУ, 16 ГБ флеш-памяти и камеры разрешением по 8 Мп. На выбор будет доступно четыре варианта: белый, чёрный, синий и белый с оранжевой рамкой. Цена смартфона составит 150 долларов (около 9000 рублей).
Оба устройства поступят в продажу во 2 квартале 2017 года.
В 2024 г. HMD Global отказывается от бренда Nokia, представляя собственное название, слоган, редизайн соцсетей и начинает самостоятельный выпуск смартфонов, после 7 лет использования бренда Nokia. Первая модель под брендом HMD («Human Mobile Devices») — TA-1585.

## Работа компании

### Персонал
Первоначально генеральным директором компании был Арто Нуммела. Он присоединился к Nokia в 1994 году, а затем работал в Microsoft Mobile с 2014 года. Президентом был — Флориан Сейше, который работал в Nokia, Siemens, Orange и HTC. С 19 июля 2017 года Флориан Сейше занял должность генерального директора . Это событие прокомментировал Sam Chin — глава совета директоров HMD, ранее занимавший должность председателя и CEO Foxconn International Holdings: "Арто Нуммела сыграл ключевую роль в создании HMD Global, создании команды и запуске наших первых продуктов. От имени всего Совета я благодарю Арто за его вклад и желаю ему успехов в его будущих начинаниях". 15 августа 2016 года Пекка Рантала, бывший генеральный директор Rovio Entertainment, стал директором по маркетингу HMD. Он заявил, что Nokia предстоит «воскреснуть». Рантала ранее занимал различные должности в Nokia с 1994 по 2011 годы.

### Штаб-квартира
HMD находится на улице Karaportti, 2 в Эспоо, Финляндия, на той же дороге, что и Nokia, но она находится на Karaportti, 3. Другие офисы HMD находятся в Лондоне (Великобритания), Дубае (ОАЭ). Бывший Nokia House по-прежнему остаётся частью Microsoft, но теперь известен как Microsoft Talo.

### Юридически
HMD опирается на фонд прямых инвестиций, Smart Connect LP, с Жан-Франсуа Бариль, который был старшим вице-президентом компании Nokia с 1992 по 2012 год, также ранее работавший в Hewlett-Packard и Compaq, и в числе других предприятий. По данным базы организаций Финляндии, HMD Global Oy была зарегистрирована 9 ноября 2015 года.